# یاقوتی

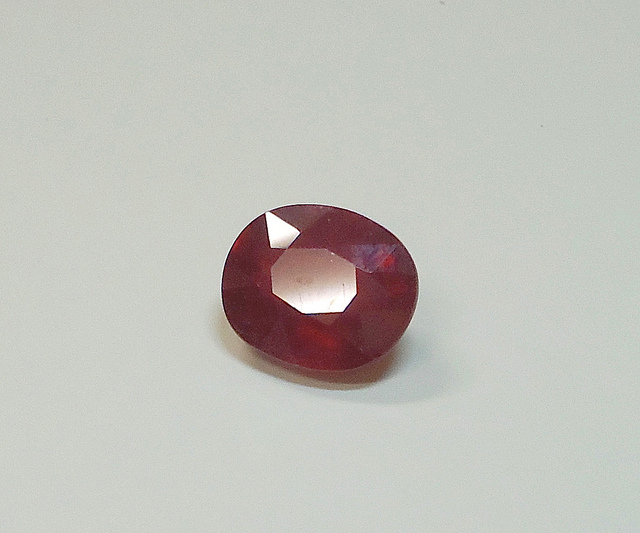
طول12میلی‌متر

به رنگ یاقوت، ساخته شده از یاقوت که نوعی از جواهر می‌باشد. رنگ یاقوتی معمولاً به معنی رنگ قرمز قوی است.
برای مثال یاقوت می‌تواند دارای رنگ قرمز، نارنجی یا قرمز مایل به بنفش باشد ولی بهترین رنگ یاقوت قرمز، رنگ قرمز خالص همراه با مقداری کمی از رنگ بنفش می‌باشد (رنگ دانه اناری).